# Cercestis sagittatus
Cercestis sagittatus är en kallaväxtart som beskrevs av Adolf Engler. Cercestis sagittatus ingår i släktet Cercestis och familjen kallaväxter. Inga underarter finns listade.